# Nümphaion (épülettípus)

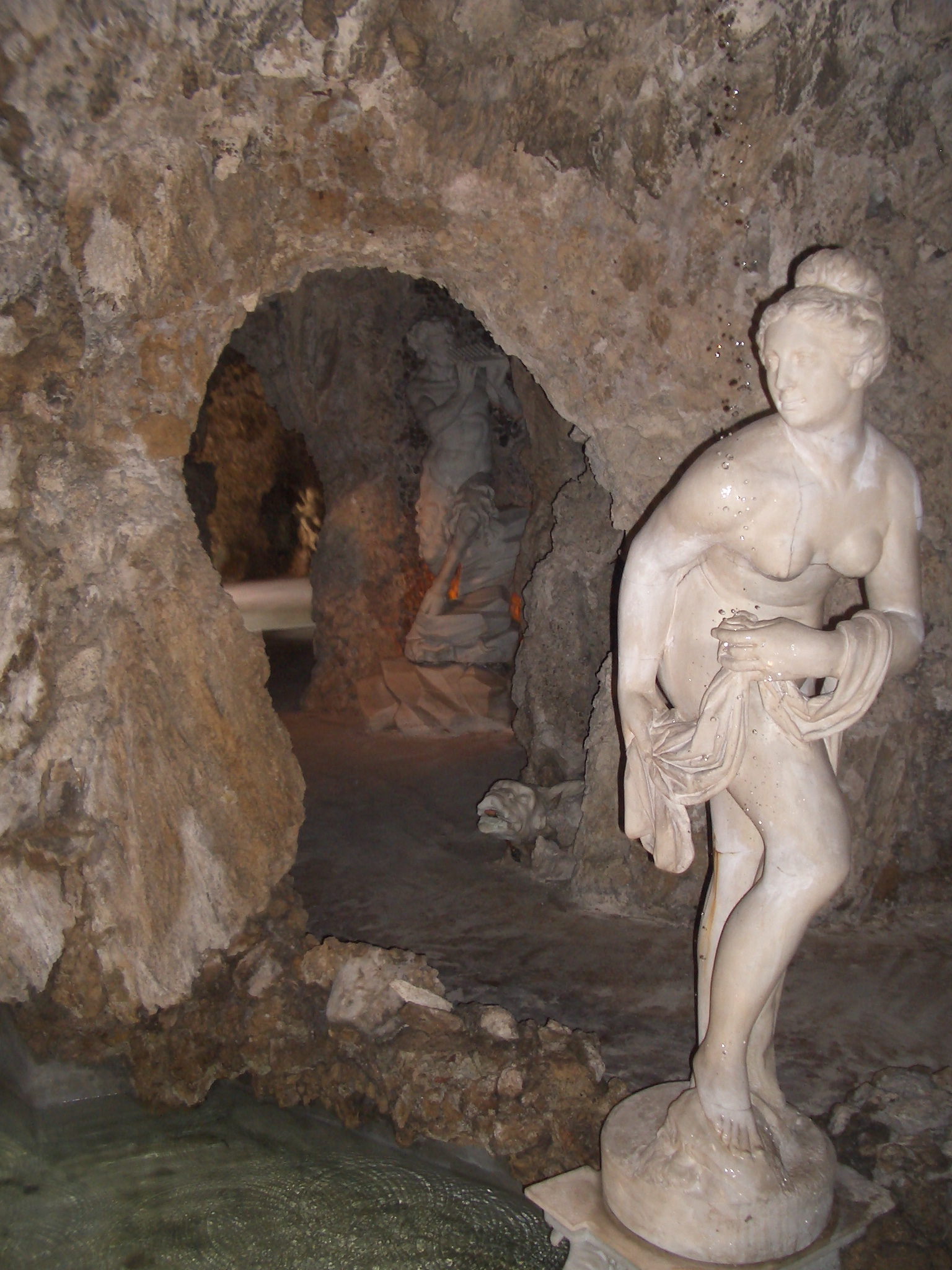
A milánói Villa Visconti nimfa-barlangfürdője.

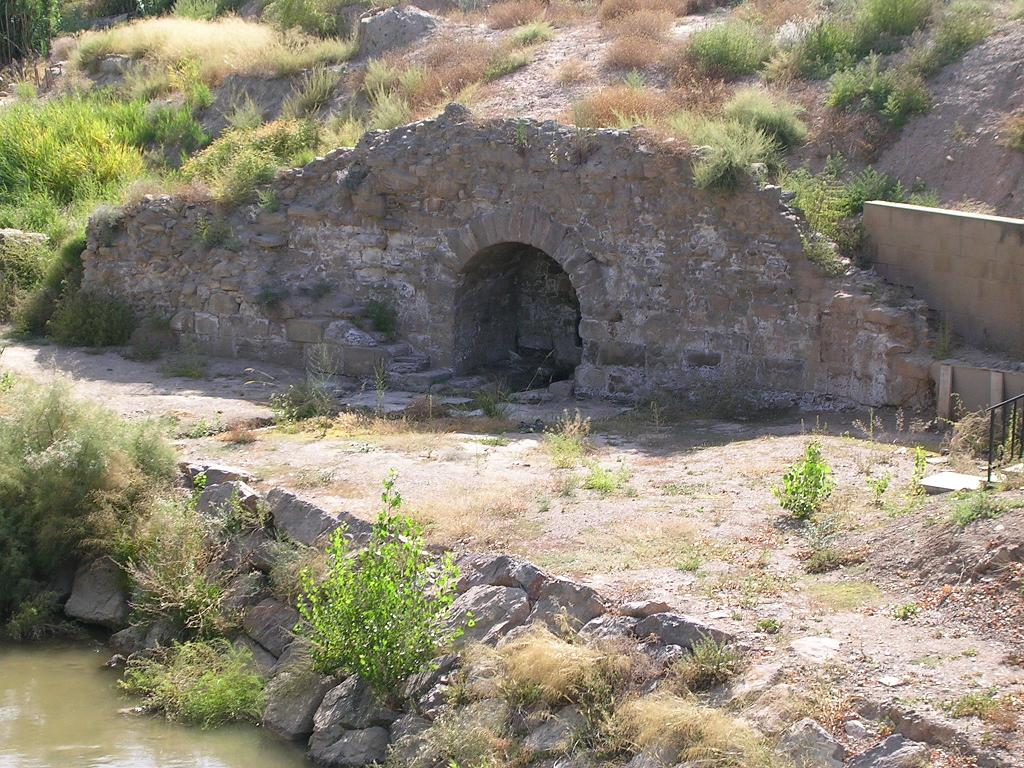
Római nimfaion, Alfaro, Spanyolország

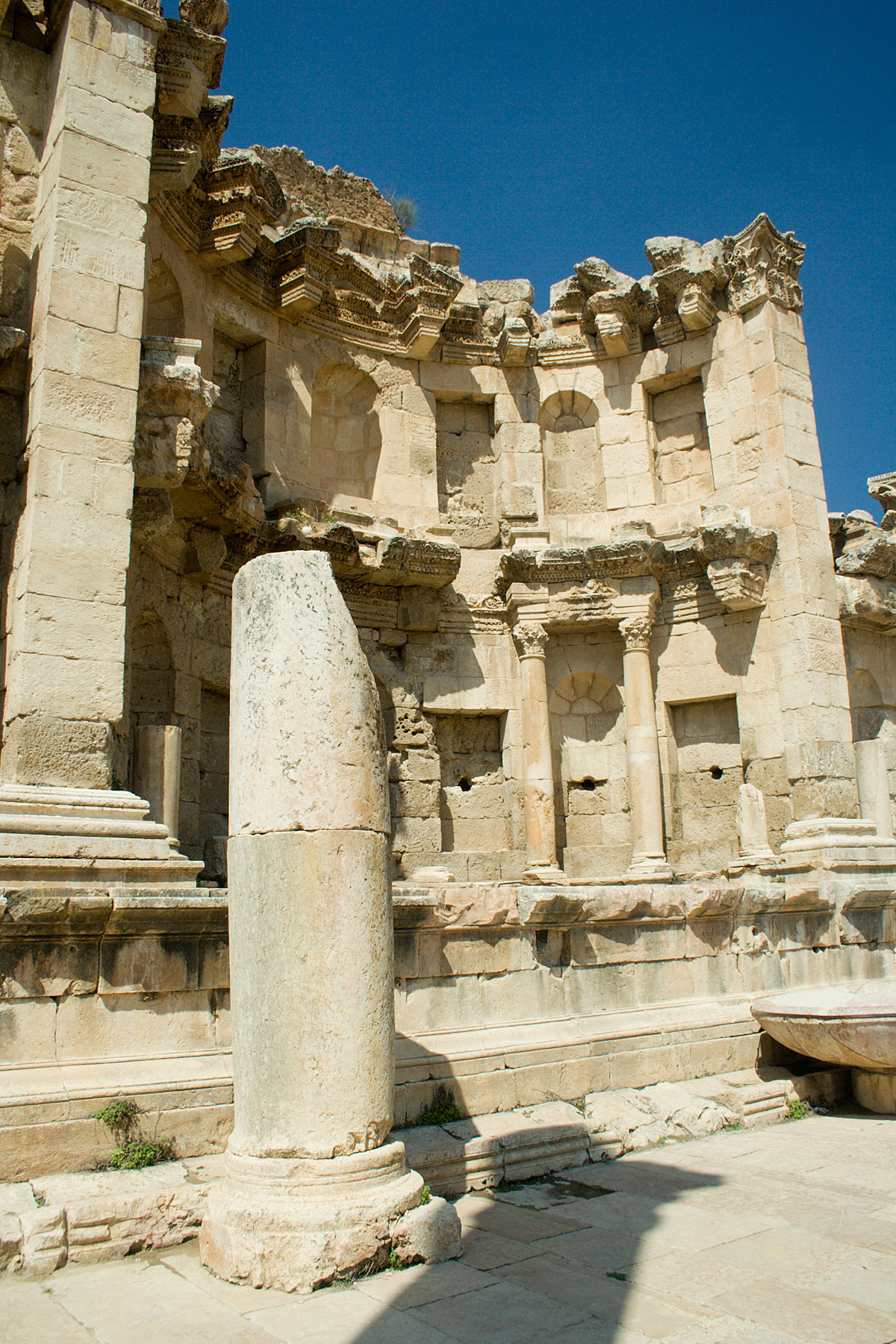
Nimfaion Jerashban

A nümphaion vagy nimfeum (ógörög: νυμφαῖον; latinul: nymphaeum) a hellén és római kultúrákban a források fölé emelt nimfaszentély, emlékhely vagy templom.
Egy általános nimfaion egy természetes forrás fölé emelt boltozatos tetőből állt – amely befedte, védte a forrást – köré pedig pihenő padokat tettek. Ezeket  az emlékhelyeket gyakorta építették természetes barlang, vagy grotta fölé, a hely nimfájának lakóhelyéül. Az építmény kialakítása és a benne lévő tárgyak elrendezése általában a vízvételt könnyítették.
A Coventina nevű vízi nimfa tiszteletére Hadrianus fala mentén, a Római Császárság legészakibb pontján emeltek nimfaiont. Itt tulajdonképpen egy álbarlangot építettek a meglévő természetes fölé.
A jordániai Dzserasban épült nimfaiont 191-ben emelték. Az alsó szintet eredetileg márvánnyal díszítették, a magasabb részek pedig festett gipsz vakolattal készültek. Az óriási falfülkék fölött félköríves tetőboltozat emelkedett. A forrásvíz hét faragott oroszlánfejből csobogott a padlón álló kis medencékbe.
A római kori nimfaionok formailag az antik hellenisztikus stílust követik. Legtöbbjük szobrokkal és festményekkel díszített rotunda volt. A szentélyek vízgyűjtő helyként és ceremóniák színhelyéül szolgáltak, ahol gyakran rendeztek esküvőket. Ilyen nimfaionok álltak Korinthiában, Antiochiában és Konstantinápolyban; körülbelül húsz szentély-maradvány található Rómában és néhány Afrikában. A Herodes Atticus által 156-ban épített exedra (az olimpiai vízmű), minden tekintetben a római stílusú nimfaionok építészeti jegyeit hordozta. Különlegesen nagy pompával épített nimfaionok álltak Domitianus császár palotájában és a tiburi (ma Tivoli) Hadrianus villában (szám szerint öt). Eusebius Egyháztörténet című műve alapján a nimfaionok „fénykorában” még a keresztény bazilikák átriumaiba is szökőkutakat építettek, amelyek a megtisztulást szimbolizálták.
A római Villa Giulia kertjének díszítésére  1550 és 1553 között Bartolomeo Ammanati firenzei építész és szobrász, nimfaion stílusú al fresco nyári étkezőt épített. Ezt a vízesésekkel és szobrokkal gazdagon díszített, barlangot idéző nyitott teraszt rekonstruálták, és ma is megtekinthető.